# 강대진
강대진(姜大振, 1933년 5월 4일 ~ 1987년 4월 1일)은 대한민국의 영화 감독이다.

## 이력
전라남도 신안에서 출생하였으며 지난날 한때 전라남도 목포에서 잠시 유아기를 보낸 적이 있는 그는 1952년에서 1956년까지 국방부 정훈국에서 육군 정훈부사관으로 복무(1952년에서 이듬해 1953년까지는 한국 전쟁 참전)하였고 1956년 육군 하사 예편하였으며 이듬해 1957년 영화 《무영탑》으로 영화 조감독 첫 데뷔하였고  1960년 《부전자전》, 《박서방》, 1961년 《마부》, 《어부들》, 1962년 《사랑과 미움의 세월》, 《상한 갈대를 꺾지 마라》 등 주로 소박한 서민사회의 애환을 리얼리즘 수법으로 담아 성공하였다. 특히 《마부(馬夫)》는 1961년 베를린 영화제에 출품하여 특별은곰상을 받아 한국 영화 최초로 해외영화제에서 상을 받기까지 했다. 한때 1969년 TBC 동양방송 TV 시리즈 제작 당시 프리랜서 객원 PD를 지내는 등 텔레비전 방면에도 종사하였다.

## 작품

### 영화 조감독
- 1957년 영화 《무영탑》

### 영화감독
- 1959년 영화 《부전자전》

### 영화 시나리오 각본
- 1961년 영화 《마부들》

## 역대 선거 결과
|  | 15.4% |

|  | 23.1% |

## 참고 자료
- 한국영화데이터베이스